# Jamaaladeen Tacuma
Jamaaladeen Tacuma (* jako Rudy McDaniel; 11. června 1956, Hempstead, New York, USA) je americký jazzový baskytarista. Nejvíce se proslavil spoluprací se saxofonistou Ornette Colemanem na pěti jeho albech. V roce 1989 byl nominován na cenu Grammy, kterou nezískal.